# 프랜시스 맥도널드

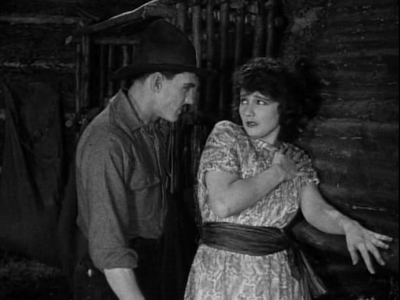

프랜시스 맥도널드(Francis McDonald, 1891년 8월 22일 ~ 1968년 9월 18일)는 미국의 배우, 텔레비전 배우, 영화배우이다.
볼링그린에서 태어났으며 할리우드에서 사망하였다.

## 영화
- 그레이트 레이스 (1965년)
- 시카고의 7인 (1964년)
- 서부의 파라딘 (1957년)
- 페리 메이슨 (1957년)
- 십계 (1956년)
- 샤이안 (1955년)
- 배드 데이 블랙 록 (1955년)
- 캘러미티 제인 (1953년)
- 오명의 목장 (1952년)
- 론 레인저 - 49년 시리즈 (1949년)
- 삼손과 데릴라 (1949년)
- 페일페이스 (1948년)
- 잔인한 힘 (1947년)
- 폴라인의 모험 (1947년)
- 캐년 패시지 (1946년)
- 조로의 검은 채찍 (1944년)
- 벨 오브 더 유콘 (1944년)
- 사막의 노래 (1943년)
- 울프 선장 (1941년)
- 북서 기마 순찰대 (1940년)
- 시 호크 (1940년)
- 바보의 기쁨 (1939년)
- 보 게스티 (1939년)
- 내가 왕이라면 (1938년)
- 딤플스 (1936년)
- 상어섬의 죄수 (1936년)
- 평원의 사나이 (1936년)
- 미시시피 (1935년)
- 안나 카레니나 (1935년)
- 새디 맥키 (1934년)
- 비바 빌라! (1934년)
- 나이트 플라이트 (1933년)
- 모로코 (1930년)
- 어 걸 인 에브리 포트 (1928년)
- 페이드 투 러브 (1927년)
- 싸움왕 버틀러 (1926년)
- 인톨러런스 (1916년)